# 10581 Jeníkhollan
10581 Jeníkhollan eller 1995 OD1 är en asteroid i huvudbältet som upptäcktes den 30 juli 1995 av den tjeckiske astronomen Petr Pravec vid Ondřejov-observatoriet. Den är uppkallad efter den tjeckiske astronomen Jeník Hollan.
Asteroiden har en diameter på ungefär 9 kilometer.